# SS Wisła (1928)
SS Wisła – polski masowiec zbudowany został w 1928 w Wielkiej Brytanii dla towarzystwa Żegluga Polska. Konstrukcja: trójwyspowiec z jednym ciągłym pokładem i czterema ładowniami. Był on pierwszym statkiem zbudowanym specjalnie na polskie zamówienie (bliźniaczy statek „Niemen” został zakupiony w trakcie budowy). Służył w polskiej marynarce handlowej do 1961 roku, następnie jako magazyn do 1975.

## Historia
W związku z planami rozwinięcia trampingu dalekiego zasięgu, przedsiębiorstwo Żegluga Polska postanowiło zakupić dwa nowe statki, o nośności po 5000 ton, w stoczni Craig, Taylor & Co. w Stockton-on-Tees: „Wisła” i „Niemen”. Cena kontraktowa wynosiła 10 funtów i 16 szylingów za tonę nośności. Wodowanie „Wisły” odbyło się 6 czerwca 1928, przejęcie przez polską załogę i wcielenie do służby 14 sierpnia 1928. Pod dowództwem pierwszego kapitana Adolfa Münzla, przypłynęła pierwszy raz do kraju (do Gdyni) 29 sierpnia z ładunkiem węgla. Po wejściu do służby statek pływał jako tramp, pomiędzy Bałtykiem a Morzem Śródziemnym.
W nocy z 12 na 13 kwietnia 1931 doszło do kolizji z niemieckim statkiem „Rose” (z jego winy), na skutek której „Wisła” zatonęła na mieliźnie koło duńskiego przylądka Gedser (na wyspie Falster). Następnie została 16 kwietnia podniesiona i wyremontowana w Kopenhadze. W latach 1935–1937 statek odbył pięć rejsów na linii do Ameryki Południowej, wożąc oprócz ładunków masowych, także drobnicę (w tym polskie samoloty RWD-13). Od 1937 pływał na linii lewantyńskiej (z Bałtyku do krajów Bliskiego Wschodu).
Przed wybuchem II wojny światowej, statek pod dowództwem kapitana Pawła Traczewskiego przypłynął 25 sierpnia 1939 do Gdyni z ładunkiem rudy, po czym 27 sierpnia został ewakuowany do Szwecji. Tuż po wybuchu wojny, statek przeszedł samotnie w ryzykownym rejsie z Bergen do Wielkiej Brytanii, gdzie dopłynął 3 września.
W pierwszym okresie wojny, do połowy 1940 (do upadku Francji), statek początkowo pływał w żegludze między Wielką Brytanią a afrykańskimi koloniami francuskimi. Statek otrzymał wówczas dwa działa do samoobrony. Następnie, od sierpnia 1940 do sierpnia 1944, pływał w konwojach atlantyckich, transportując w 18 rejsach ok. 90.000 ton sprzętu wojskowego i zaopatrzenia z Ameryki Północnej do Wielkiej Brytanii. Statek trzy razy uczestniczył w akcjach ratowania rozbitków z zatopionych jednostek: 26 marca 1941 ratując rozbitków z płonącego kanadyjskiego pomocniczego patrolowca „Otter”, 10 września 1941 ze storpedowanego przez „U-82” zbiornikowca „Bulysses” z konwoju SC-42, a 22 września 1943 ze storpedowanej przez „U-666” fregaty HMS „Itchen”. Z tego powodu oraz z powodu pomyślnego 36-krotnego przekroczenia Atlantyku, zyskał miano w polskiej marynarce „szczęśliwego statku”. Od sierpnia 1944 statek został skierowany do komunikacji z portami włoskimi na Morze Śródziemne, wożąc przede wszystkim węgiel. Od października do grudnia 1945 wykonywał przewozy na rzecz United Maritime Authority, po czym stał w Antwerpii.
Po wojnie 3 maja 1946 statek wrócił do Polski. Do końca 1950 pływał ponownie w składzie Żeglugi Polskiej, następnie do 1954 w składzie Polskich Linii Oceanicznych w Gdyni, a w końcu w składzie Polskiej Żeglugi Morskiej w Szczecinie. Woził przeważnie węgiel do portów bałtyckich i Morza Północnego, a przywoził rudę.
W latach 1948–1950 transportował broń i zaopatrzenie dla komunistycznej partyzantki DSE. Wycofany został 17 stycznia 1961, lecz w dalszym ciągu służył jako holowana lichtuga bez napędu i pływający magazyn LCH-ZPS-1 w porcie w Szczecinie, a od 1967 jako stacjonarny magazyn pływający MP-ZPS-4. W międzyczasie, w 1966 zagrał w filmie Cała naprzód epizodyczną rolę statku przemytniczego „Rosita”. W grudniu 1975 został odholowany na złom do Belgii.